# سيتاريكي هيوز
سيتاريكي هيوز (بالإنجليزية: Setareki Hughes)‏ (8 يونيو 1995 لاباسا فيجي - ) هو لاعب كرة قدم فيجي، يلعب كلاعب وسط، شارك في كرة القدم في الألعاب الأولمبية الصيفية 2016.

## روابط خارجية
- سيتاريكي هوغيس على موقع الاتحاد الدولي (مؤرشف)  (الإنجليزية)
- سيتاريكي هوغيس على موقع قاعدة بيانات كرة القدم.إي يو (الإنجليزية)
- سيتاريكي هوغيس على موقع ناشيونال فوتبول تيمز (الإنجليزية)
- سيتاريكي هوغيس على موقع Soccerway.com (الإنجليزية)
- سيتاريكي هوغيس على موقع أوليمبيديا (الإنجليزية)